# Интернет-партия (Испания)
Интернет-партия Испании (исп. Partido de Internet, PDI) — официально зарегистрированная политическая партия Испании, выступающая за электронную демократию, голосование по доверенности и массовое внедрение интернет-технологий в работу общества. Партия образована на учредительном съезде, прошедшем с 20 по 22 ноября 2009 года в городе Барселона, и зарегистрирована 20 января 2010 года. Штаб-квартира в городе Валенсия.
20 ноября 2011 года интернет-партия приняла участие в парламентских выборах в избирательном округе города Кадис, получив 603 голоса (0,09 %) голосов избирателей.